# Le Sujet de Sa Majesté
Pour plus de détails, voir Fiche technique et Distribution.
Le Sujet de Sa Majesté, également connu sous le titre Pour le roi de Prusse (Der Untertan), est un film allemand de la DEFA réalisé par Wolfgang Staudte et sorti en 1951. Il s'agit d'une adaptation du roman Le Sujet de l'Empereur (Der Untertan) de Heinrich Mann. 

## Synopsis
Le film retrace la vie de Diederich Heßling à l'époque du dernier empereur allemand, Guillaume II. Diederich est le fils d'un fabricant de pâte à papier et, très tôt, il apprend l'importance d'obéir à l'autorité quelle qu'elle soit et d'aller dans le sens du courant, d'être conformiste et malléable. Bref d'appliquer à la lettre le principe : se courber devant les puissants et écraser les plus faibles.
Parti à Berlin pour ses études, il est membre d'une association estudiantine où il importe de savoir boire jusqu'à rouler sous la table et, si possible, porter des balafres du fait de duels à l'épée. Tire-au flanc, il réussit à se faire dispenser du service militaire, ce qui ne l'empêchera pas plus tard de clamer que les meilleures années furent celles de son service militaire. Il tombe ou croit tomber amoureux d'Agnès Göppel, une douce et timide jeune fille qui se donne à lui, mais devant le danger d'un éventuel mariage, il la rejette et dit au père : « mon sentiment moral m'interdit d'épouser une jeune femme qui ne m'apporte pas sa virginité » et sur ce, ayant réussi ses examens, il se dépêche de quitter Berlin pour regagner Netzig, sa ville natale. 
Dans le train, il lie connaissance avec Guste Daimchen, une femme qui n'a pas la langue dans sa poche, et à Netzig, à l'usine héritée de son père à la mort de ce dernier, il décide de tout changer radicalement et d'y faire régner l'ordre et les coutumes germaniques. Les mécontents n'auront qu'à prendre la porte.
À Netzig, il se doit de rendre visite aux personnalités et notables de la ville : le vieux Buck, un socialiste de la première heure, auquel il fait croire qu'il épouse ses idées, le maire qui lui présente le magistrat débutant Jadassohn, le pasteur Zillich, à la fille duquel, Käthe, Diederich fait du charme, lui déclarant qu'elle est ravissante à croquer mais quand un peu plus tard il revoit Guste Daimchen dandiner si à propos de la croupe, il dira : c'est celle-là qu'il me faut et aucune autre.
Antisémite, il va tout de même au restaurant de l'hôtel de ville avec le juif Jadassohn, car ce magistrat proclame haut et fort son attachement à Guillaume II. Et un peu plus tard, il se forme deux clans, ceux pour l'empereur et les autres. L'ancien capitaine Kunze, qui se plaint de n'être plus dans l'active, rejoint après hésitation le clan de l'empereur et sous l'effet de l'alcool, finit par approuver tout ce que Diederich proclame et notamment que l'Allemagne ne connaît qu'un seul chef, Guillaume II. Comme dit l'empereur : « je ne connais que deux partis, ceux pour moi et ceux contre moi ». Le lendemain, dégrisés, tous ceux de sa tablée se rétractent et Diederich se sent trahi et se trouve involontairement impliqué dans un procès en civil à propos d'une offense prononcée par un des membres du clan opposé à Guillaume II, procès dont il sort grandi. Il reçoit les encouragements du président de région, Von Wulckow. Diederich, protégé de Von Wulckow, arrive à faire voter un mémorial à la gloire de l'empereur Guillaume le grand et au moment où Diederich, devant toutes les personnalités de Netzig, en fait l'éloge, une brusque et brutale averse entraîne un sauve-qui-peut général et Diederich se retrouve seul sous son pupitre ; mais un agent de police à qui Von Wulckow avait en toute hâte remis l'ordre de Guillaume le Grand pour Diederich, découvre ce dernier sous le pupitre et lui remet l'ordre.

## Fiche technique
- Titre français : Le Sujet de Sa Majesté ou Pour le roi de Prusse[1]
- Titre original : Der Untertan
- Réalisation : Wolfgang Staudte
- Scénario original : Wolfgang Staudte, Fritz Staudte, d'après Le Sujet de l'Empereur (Der Untertan) de Heinrich Mann
- Musique : Horst Hanns Sieber
- Photographie : Robert Baberske
- Décors : Erich Zander, Karl Schneider
- Montage : Johanna Rosinski
- Production : Willi Teichmann
- Pays d'origine : République démocratique allemande (RDA)
- Format : Noir et blanc - 1,37:1 - Mono - 35 mm
- Durée : 107 minutes
- Dates de sortie : 
  - Allemagne de l'Est : 31 août 1950
  - France : 3 octobre 1956[1]

## Distribution
- Werner Peters : Diederich Heßling
- Paul Esser : von Wulckow
- Renate Fischer : Guste Daimchen
- Ernst Legal : Pastor Zillich
- Raimund Schelcher : Dr Wolfgang Buck
- Eduard von Winterstein : Buck senior
- Friedrich Maurer : Göppel
- Sabine Thalbach : Agnes Göppel
- Friedrich Gnaß : Napoleon Fischer
- Wolfgang Kühne : Dr Mennicke
- Fritz Staudte : Kühlemann
- Axel Triebel : Major Kunze
- Hannjo Hasse : l'homme au duel

## Prix et distinction
- Prix national de la République démocratique allemande (1951) pour le réalisateur Wolfgang Staudte[2]
- Prix national de la République démocratique allemande (1951) pour l'acteur Werner Peters[2]
- Prix de la lutte pour le progrès social au 6e festival international du film de Karlovy Vary (1951)[2]
- Diplôme d'honneur à Helsinki (1956)[2]